# Gérard Chastagnaret
Gérard Chastagnaret, né le 6 mars 1945 à Saint-Jean-Chambre, est un historien français, spécialiste de l’histoire économique contemporaine de l’Espagne et de la Méditerranée. Il est professeur émérite de l’Université d’Aix-Marseille. Il a été directeur de la Casa de Velázquez de 2001 à 2006.

## Biographie
Ancien élève de l’École normale supérieure de la rue d’Ulm (promotion 1964), Gérard Chastagnaret est agrégé d’histoire en 1968 et soutient sa thèse de doctorat d’État en 1985 sur « le secteur minier dans l'économie espagnole au XIXe siècle », sous la direction d’Émile Temime. Il est pensionnaire de la Casa de Velázquez de 1971 à 1974, puis enseignant-chercheur à l’Université de Provence où il occupe successivement plusieurs responsabilités administratives. Il devient professeur en 1988.
En 1994, il crée le TELEMMe (Temps, espaces, langages, Europe méridionale, Méditerranée), une unité mixte de recherche de l'Université de Provence et du CNRS, regroupant historiens, historiens de l'art, hispanistes et géographes.
En 1998, il est sollicité par Claude Allègre, ministre de l'éducation nationale, de la recherche et de la technologie, pour élaborer un rapport sur les établissements publics scientifiques de technologie (EPST),.
De 2001 à 2006, il est nommé directeur de la Casa de Velázquez, à Madrid, où il célèbre notamment les 75 ans de l'institution,. Au terme de son mandat, il n'est pas renouvelé et rejoint l'Université d'Aix-Marseille.
Il est nommé chevalier de la Légion d'honneur en 2004. La même année, il est élu membre correspondant de l'Académie royale des sciences morales et politiques d'Espagne.
En 2014, il reçoit un doctorat honoris causa de l'Université d'Alicante.
Il est membre du conseil scientifique de l'Institut Cervantès et membre d'honneur de l'Association espagnole d'histoire économique.

## Travaux universitaires
Ses travaux universitaires portent principalement sur l'histoire économique espagnole de la fin du XVIIIe siècle au début du XXe siècle ; il s'inscrit en pionnier de l'histoire minière du XIXe siècle :
« [...] Gérard Chastagnaret [...] a très tôt compris la nécessité, avant de repenser l’histoire de l’Espagne entre les dernières décennies de la fin du XVIIIe siècle et les premières du XXe siècle, de construire des savoirs historiques sur nombre de domaines dont on ignorait à peu près tout. À l’époque où Gérard Chastagnaret avait entrepris d’écrire sa thèse d’État sur l’histoire du secteur minier espagnol, thèse qui reste un ouvrage de référence, l’histoire du XIXe siècle espagnol était encore un terrain largement en friche [...]. »
— Jean-Philippe Luis et Xavier Huetz de Lemps, « Avant-propos », dans Sortir du labyrinthe : Études d’histoire contemporaine de l’Espagne. Hommage à Gérard Chastagnaret, Casa de Velázquez, coll. « Collection de la Casa de Velázquez », 19 novembre 2021 (ISBN 978-84-9096-304-3, lire en ligne), p. 1–3
Il a notamment étudié l'activité minière de Rio Tinto en montrant l'influence sur l'économie et la société espagnoles de cette entreprise britannique. Son ouvrage De fumées et de sang. Pollution minière et massacre de masse, Andalousie, XIXe siècle a permis de révéler le massacre du 4 février 1888 dans la province de Huelva (Andalousie) comparable à la fusillade de Fourmies du 1er mai 1891,,.

## Publications
- avec Émile Temime et Albert Broder, Histoire de l'Espagne contemporaine de 1808 à nos jours, Paris, Aubier-Montaigne, 1979, 317 p.[22]
- Le secteur minier dans l'économie espagnole du XIXe siècle, thèse pour le doctorat d'Histoire, sous la direction d'Émile Temime, Aix-Marseille 1, 1985, 5 volumes, 1 336 p.
- L’Espagne, puissance minière dans l’Europe du XIXe siècle, Madrid, Bibliothèque de la Casa de Velázquez no 16, 2000, 1 170 p.[23]
- avec Jean-Claude Daumas, Antonio Escudero et Olivier Raveux (dir.), Los niveles de vida en España y Francia (siglos XVIII–XX). In memoriam Gérard Gayot, Alicante, Publicaciones de la Universidad de Alicante, 2010, 390 p.[24]
- avec Carlo Travaglini, Brigitte Marin et Olivier Raveux, Les sociétés méditerranéennes face au risque, Le Caire, Institut français d’archéologie orientale, Économies, 2012, 378 p.
- De fumées et de sang. Pollution minière et massacre de masse, Andalousie, XIXe siècle, Madrid, Casa de Velázquez, 2017, 423 p.[19],[20],[21]
- Una vida por el Estado : Federico Botella y de Hornos, ingeniero de minas (1823-1899), Madrid, Instituto Geológico y Minero, 2020, 266 p[25].
- Un vertige méditerranéen. Hilarion Roux, marquis d’Escombreras (1819-1898), Madrid, Casa de Velázquez, 2023, 425 p[26].